# Mustățești, Argeș
Mustățești este un sat în comuna Valea Iașului din județul Argeș, Muntenia, România.